# 川滇槲蕨
川滇槲蕨（学名：Drynaria delavayi）为槲蕨科槲蕨属下的一个种。